# Desensibilizzazione (psicologia)
La desensibilizzazione è una psicoterapia sviluppata da Mary Cover Jones, sulla base delle ricerche svolte da John Wolpe nel 1958. La terapia consiste nel sottoporre il paziente a stimoli man mano più forti che suscitano in lui le fobie da cui deve liberarsi.

## Terapia
Wolpe compilò una lista di fatti che fanno scaturire la fobia nella persona fobica, mettendoli in ordine di impatto sulla persona. 
- In primo luogo il paziente viene sottoposto agli stimoli, dal più debole a quello che maggiormente fa scaturire la reazione, in due modi:

Per via diretta (vivo desensitization): quando il paziente viene sottoposto agli stimoli nella vita reale.
Questa terapia, anche se più efficace, a volte può risultare difficile da attuare e si procede quindi per via indiretta (vicarious desensitization) ovvero il paziente vede un individuo essere esposto all'agente scatenante la fobia al posto suo.
- In secondo luogo al paziente vengono insegnate delle tecniche di rilassamento, che portano il paziente ad uno stato di profondo relax. Tramite questa tecnica, lo psicoterapeuta rimpiazza l'ansia con il profondo rilassamento, fattore importante nella soppressione della fobia.

Passo dopo passo il paziente verrà esposto ad eventi che in lui suscitano in maniera sempre più forte la fobia, e la terapia è conclusa quando la persona sarà in grado di gestire qualsiasi livello di paura irrazionale da cui si è stati desensibilizzati. La terapia può essere prescritta a pazienti con fobie, ma anche depressione e schizofrenia.

## Televisione e videogiochi
Con "desensibilizzazione" ci si riferisce anche alla ridotta risposta alla violenza provocata dalla televisione o dai videogiochi violenti. La violenza vista attraverso lo schermo modifica la nostra percezione dell'ostilità e delle azioni proprie e degli altri.
Gli studi effettuati sulla violenza nei media dicono che l'individuo esposto ad essa ha reazioni di agitazione, disagio, sudorazione e rigetto. Tuttavia, recenti studi dimostrano che l'esposizione ripetuta a tali immagini porta l'individuo ad abituarsi a queste scene violente fino a non avvertire più quelle sensazioni di disgusto.
Un recente esperimento sui videogiochi violenti è stato effettuato su due gruppi di bambini, in cui uno dei due gruppi ha giocato a videogiochi non violenti mentre l'altro a giochi di violenza (per 20 minuti); quindi ai soggetti di entrambi i gruppi è stato mostrato un filmato di 10 minuti ritraente fatti violenti accaduti nella realtà. I soggetti che hanno giocato ai videogiochi violenti mostravano una frequenza cardiaca ed un livello di tensione nei muscoli della pelle minore rispetto al gruppo che ha giocato a videogiochi non violenti.

## Effetto sugli animali
Anche gli animali sono in grado di sopprimere le loro fobie, che siano razionali (paura del fuoco, paura dell'acqua, paura del vuoto, paura del buio, ...) o irrazionali (paura per i cappelli o per i vestiti sfarzosi, paura degli oggetti lucenti, paura di certi oggetti rumorosi o dai colori sgargianti, ...). Per esempio, un cavallo da corsa può temere il cancello di partenza ma può essere insensibile alle urla ed ai gesti della folla o al suono della campanella.

Uno studio condotto da alcuni ricercatori nel 2009 su un gruppo di macacus reshus mostrava che i macachi sottoposti ad una terapia analoga mostravano una maggiore indifferenza ai fatti che di norma li spaventavano.

Solitamente questo genere di terapia è usata per curare fobie semplici come l'aracnofobia.